# Episodi di Scrubs - Medici ai primi ferri (terza stagione)
La terza stagione della serie televisiva Scrubs - Medici ai primi ferri, composta da ventidue episodi, è andata in onda negli Stati Uniti sulla NBC dal 2 ottobre 2003 al 4 maggio 2004, mentre in Italia è andata in onda su MTV tra il 2004 e il 2005.
| nº | Titolo originale            | Titolo italiano                      | Prima TV USA     | Prima TV Italia  |
| -- | --------------------------- | ------------------------------------ | ---------------- | ---------------- |
| 1  | My Own American Girl        | La mia ragazza americana             | 2 ottobre 2003   | 2 ottobre 2004   |
| 2  | My Journey                  | Il mio viaggio                       | 9 ottobre 2003   | 2 ottobre 2004   |
| 3  | My White Whale              | La mia balena bianca                 | 23 ottobre 2003  | 9 ottobre 2004   |
| 4  | My Lucky Night              | La mia serata fortunata              | 30 ottobre 2003  | 16 ottobre 2004  |
| 5  | My Brother, Where Art Thou? | Il mio "ingombrante" fratello        | 6 novembre 2003  | 16 ottobre 2004  |
| 6  | My Advice to You            | Il mio consiglio per te              | 13 novembre 2003 | 23 ottobre 2004  |
| 7  | My Fifteen Seconds          | I miei quindici secondi              | 20 novembre 2003 | 23 ottobre 2004  |
| 8  | My Friend the Doctor        | La mia amica medico                  | 4 dicembre 2003  | 30 ottobre 2004  |
| 9  | My Dirty Secret             | Il mio sporco segreto                | 11 dicembre 2003 | 9 ottobre 2004   |
| 10 | My Rule of Thumb            | Le mie regole                        | 22 dicembre 2003 | 30 ottobre 2004  |
| 11 | My Clean Break              | Il mio taglio netto                  | 3 febbraio 2004  | 6 novembre 2004  |
| 12 | My Catalyst                 | Il mio superdottore                  | 10 febbraio 2004 | 27 novembre 2004 |
| 13 | My Porcelain God            | Il mio gabinetto sul tetto           | 17 febbraio 2004 | 4 dicembre 2004  |
| 14 | My Screwup                  | Il mio disastro                      | 24 febbraio 2004 | 4 dicembre 2004  |
| 15 | My Tormented Mentor         | Il mio mentore tormentato            | 2 marzo 2004     | 13 novembre 2004 |
| 16 | My Butterfly                | La mia farfalla                      | 16 marzo 2004    | 6 novembre 2004  |
| 17 | My Moment of Un-Truth       | Il mio non-tradimento                | 30 marzo 2004    | 13 novembre 2004 |
| 18 | His Story II                | La sua storia II                     | 6 aprile 2004    | 17 dicembre 2004 |
| 19 | My Choosiest Choice of All  | La mia scelta delle scelte           | 20 aprile 2004   | 25 dicembre 2004 |
| 20 | My Fault                    | Il mio difetto                       | 22 aprile 2004   | 25 dicembre 2004 |
| 21 | My Self-Examination         | Il mio esame di coscienza            | 27 aprile 2004   | 1º gennaio 2005  |
| 22 | My Best Friend's Wedding    | Il matrimonio del mio migliore amico | 4 maggio 2004    | 1º gennaio 2005  |

## La mia ragazza americana
- Titolo originale: My Own American Girl
- Diretto da: Bill Lawrence
- Scritto da: Bill Lawrence

### Trama
Inizia il terzo anno: Elliot continua ad avere problemi di autostima e la vita in ospedale non l'aiuta a migliorare. J.D. deve curare una paziente, la signora Farr, e chiede aiuto a Turk e Carla, ignorando Elliot. La ragazza riesce finalmente a reagire: cambia look e modo di fare, arrivando a imporsi con il radiologo, il quale non voleva collaborare con J.D., Turk e Carla. Dopo il pugno in faccia ricevuto da Cox, Kelso sibila quando respira: questo suono "avverte" il personale dell'ospedale del suo arrivo, il che permette loro di fingere di lavorare. Per ripicca, Kelso manda Cox a fare la visita annuale al penitenziario. Alla fine Cox riaggiusterà il naso di Kelso.

## Il mio viaggio
- Titolo originale: My Journey
- Diretto da: Michael Spiller
- Scritto da: Tim Hobert

### Trama
Elliot ha ritrovato il suo ex, Sean, con cui vuole ricominciare una storia, ma purtroppo la ragazza deve dare ancora precedenza alla vita in ospedale. Lui accetterà di essere messo in secondo piano. Carla trova un barattolo di urina senza etichetta e si farà aiutare dall'Inserviente per identificarlo. Turk e Carla hanno deciso la data delle nozze, così J.D. vuole passare una serata con l'amico, ricordando i vecchi tempi, ma lui porta anche il Todd. J.D. si offende, ma più avanti Turk, dopo aver parlato con un paziente omosessuale, spiegherà di avere sempre avuto problemi ad aprirsi con gli uomini, anche se con lui, ci riuscirà.

## La mia balena bianca
- Titolo originale: My White Whale
- Diretto da: Michael Spiller
- Scritto da: Eric Weinberg

### Trama
J.D., Turk e Elliot sono alle prese con un gruppo di specializzandi. Elliot cerca di difenderne uno dagli stessi soprusi che il dott. Kelso riservava a lei tre anni prima. Sean capisce che J.D. è ancora innamorato di Elliot, ma non lo considera una vera minaccia e non se la prende. Il dottor Cox ingaggia una battaglia con un pediatra del suo stesso ospedale quando il piccolo Jack contrae il raffreddore; entrambi infatti non vogliono eseguire su di lui un'iniezione, di modo che il bimbo non li associ la loro figura al dolore.

## La mia serata fortunata
- Titolo originale: My Lucky Night
- Diretto da: John Inwood
- Scritto da: Neil Goldman e Garrett Donovan

### Trama
J.D. ha capito che mentre Cox parla con lui nei corridoi può tranquillamente fare altre cose per qualche secondo perché lui non se ne accorge; Carla sostituisce un infermiere di chirurgia così può passare più tempo con Turk. Quest'ultimo non è molto felice, tra l'altro lo imbarazza mentre lavora così le trova qualcos'altro da fare, lei ci rimane male: in seguito Turk si rende conto che quando fece l'operazione con lei, è stato bravo, così si precipita da lei per chiederle di tornare a lavorare con lui, anche se gli scappa la parola "irritante" mentre fa un esempio che riguarda lei, quest'ultima capisce e se la prende. Tuttavia torna a lavorare con lui, ma la cosa sembra non finire qui.
Le cose tra Elliott e Sean non vanno bene perché quest'ultimo capisce che tra lei e J.D. c'è un legame che tra lui ed Elliott non c'è, in più le dice che deve partire, quindi pensano di lasciarsi. Nel frattempo l'inserviente e l'amico "Palla di lardo" si arrovellano il cervello tutto il giorno per risolvere un indovinello di J.D., alla fine vanno da lui con la soluzione ma è sbagliata, scoprono che la soluzione è idiota tanto quanto l'indovinello, all'inserviente questa cosa non va giù, così si vendica distruggendo la bici di J.D. facendogli un indovinello molto simile. Nel frattempo Cox e la moglie assumono una baby sitter e Cox viene promosso "direttore sanitario" grazie alla moglie; nel frattempo J.D. scopre che Elliott e Sean si stanno lasciando, lei però corre da lui fuori dall'autobus per dirgli che una relazione a distanza può funzionare, ma lui se ne va. Una sera J.D. vede Elliott dalla finestra che piange, entra in casa sua con dei fiori per dirle che è ancora innamorato di lei, però si scopre che Sean non è partito, è lì con lei e lei stava piangendo dalla gioia perché il ragazzo ha accettato di stare insieme a distanza. J.D. imbarazzato lascia i fiori e se ne va.

## Il mio "ingombrante" fratello
- Titolo originale: My Brother, Where Art Thou?
- Diretto da: Marc Buckland
- Scritto da: Mike Schwartz

### Trama
J.D. decide di chiamare il fratello perché vuole distrarsi per via della sua infatuazione non ricambiata di Elliott; Dan si presenta a casa sua con la scusa di confortarlo, ma non è per nulla d'aiuto a JD, limitandosi a sfruttare la sua ospitalità. Dopo aver sentito suo fratello parlare in maniera molto cinica di un paziente anziano e quando Dan si dimostra preoccupato per lui, JD si sfoga su di lui, rinfacciandogli il suo comportamento e dicendogli che non ha alcun diritto di giudicarlo, intimandogli di andarsene. Il giorno seguente JD e Dan si riappacificano ma quest'ultimo, prima di partire, rimprovera il Dr. Cox, incolpandolo di aver trasformato JD in un cinico e un avvilito che odia il proprio lavoro e gli intima di prendere sul serio la responsabilità di mentore, Cox, colpito dalle parole di Dan inizierà a rispettarlo e cercherà di convincere JD a essere più positivo sul lavoro. Quasi tutti i lavoratori dell'ospedale fanno un secondo lavoro: Elliott rivela di lavorare anche come veterinaria, Turk al reparto mammografia; Carla però non è contenta di ciò. Il Dr. Kelso scopre del secondo lavoro di Elliot e vorrebbe sospenderla, ma con l'aiuto di Carla, quest'ultima riesce a convincerlo a cambiare idea.

## Il mio consiglio per te
- Titolo originale: My Advice to You
- Diretto da: Gail Mancuso
- Scritto da: Debra Fordham

### Trama
J.D. continua ad essere ossessionato da Elliott e, paradossalmente, si ritrovano a stare parecchio tempo insieme; nel frattempo il fratello di Carla viene a trovarla, in passato Turk lo aveva scambiato per un autista perché bianco e indossava il gilet, perciò il fratello odia Turk da quel momento, inoltre parla solo spagnolo, quindi può insultarlo quanto vuole: alla fine però si scopre che parla inglese ma Carla non lo sa, quindi una sera lo provoca davanti a Carla, lui reagisce (dicendo qualcosa in inglese, appunto) e gli tira un pugno; nel frattempo J.D. conosce una ragazza che inizialmente cerca di evitare perché ancora innamorato di Elliott, ben presto però si accorge che hanno un sacco di cose in comune (come il famoso monologo interiore), J.D. si decide a chiederle di uscire, anche se alla fine si scopre che lei non è altri che la sorella della moglie di Cox...

## I miei quindici secondi
- Titolo originale: My Fifteen Seconds
- Diretto da: Ken Whittingham
- Scritto da: Mark Stegemann

### Trama
Nonostante la shockante scoperta che la ragazza è la sorella della moglie di Cox, lei e J.D. finiscono a letto insieme; Cox lo scopre e la prende malissimo, e non farà altro che perseguitarlo ancor più di prima. Il dottor Kelso si perfora accidentalmente le orecchie con uno stetoscopio e passerà il resto della giornata senza sentire nulla; quando i colleghi lo scoprono, possono finalmente insultarlo con un sorriso in faccia, cosicché lui li scambi per complimenti. Elliott e Carla diventano sempre più amiche di prima, tuttavia, dopo una sbagliata somministrazione di un farmaco ad una paziente ad opera di Carla, viene trattata male da Elliot per via della sua superiorità; Carla ovviamente la prende male ma alla fine si riappacificheranno. L'inserviente chiede a Kelso di annunciare le novità con il microfono, il quale, ancora sordo, acconsente. Per vendicarsi, Cox organizza un appuntamento a 4 con lui, sua moglie, J.D. e la ragazza al Luna Park, sapendo che J.D. vomita ogni volta che ci va: la ruota panoramica si ferma e si capisce che J.D. vomita sulle scarpe della ragazza; lei la prende male, ma la prende ancora peggio quando gli dice che è innamorata e lui cambia subito argomento. Nel frattempo J.D. scopre la "teoria dei 15 secondi", ovvero il tempo esatto in cui Cox si interessa dei suoi pazienti; Cox e J.D. usano questa tecnica con una nuova paziente, ma alla fine scoprono che lei si trova lì perché si è lasciata con il fidanzato e ha tentato il suicidio. Lasciano Jordan e sua sorella al ristorante e si recano in ospedale, giusto in tempo per beccarla prima che vada via.

## La mia amica medico
- Titolo originale: My Friend the Doctor
- Diretto da: Ken Whittingham
- Scritto da: Gabrielle Allan

### Trama
Turk, a causa di un contrattempo del primario di chirurgia, deve effettuare l'operazione al suo posto e, malgrado il nervosismo, riesce ad eseguire il suo primo intervento da solo alla perfezione, cosa che lo riempie di autostima e inizia a vantarsi con tutti. Cox, per sminuire l'ego del chirurgo, fa una schiacciata, ma si fa male alla schiena, Carla lo nota e lo mette alla prova facendo cadere il cartellino, Cox ce la fa ma la sera, proprio quando la moglie decide di avere un rapporto sessuale con lui come vuole lui (in piedi contro il muro, tenendola sollevata), si fa ancora più male alla schiena, il giorno dopo lui e Carla rifletteranno sul fatto che stanno invecchiando; J.D. continua a pensare a Elliott, tra l'altro i due fanno a gara a chi avrà per primo il paziente da operare; intorno alla puntata si crea un mistero sull'identità dell'inserviente, il quale finge di avere tre identità diverse: si dice sia inglese, si dice che sia tedesco e che il suo vero nome sia Klaus... Addirittura J.D. lo riconosce in una scena de Il fuggitivo, in cui l'attore Neil Flynn fece una brevissima comparsa. Quando J.D. lo affronta, l'inserviente sminuisce la cosa deridendolo e continua con le sue false identità. Alla fine, J.D. gli dice che gli piaceva l'idea che fosse un ex attore perché questo lo renderebbe una persona come gli altri, che una volta aveva dei sogni, ma che purtroppo non si sono realizzati e che questo lo abbia portato a diventare com'è, manifestandogli quindi la sua delusione perché invece prende in giro la gente senza alcun motivo. L'inserviente, colpito, ripete la sua scena ne Il fuggitivo, per poi intimargli di non rivelare a nessuno ciò che ha scoperto. J.D., contento di questa apertura da parte del suo rivale, se ne va soddisfatto.

## Il mio sporco segreto
- Titolo originale: My Dirty Secret
- Diretto da: Chris Koch
- Scritto da: Matt Tarses

### Trama
Elliott fa una visita ginecologica a una paziente procurandole un orgasmo. Elliott si rende conto che il sesso la imbarazza e i colleghi la prenderanno in giro per tutta la giornata; le cose tra Cox e la moglie non vanno bene ma a fine puntata affideranno il figlio a J.D. e avranno rapporti sessuali, dimenticandosi dei loro problemi per qualche istante; Carla decide di non avere un rapporto sessuale con Turk per i restanti sei mesi prima del loro matrimonio, Turk la prende malissimo; per tutta la puntata si mette in evidenza il fatto che Carla sia una saputella che si fa sempre gli affari degli altri, i colleghi le evidenziano il fatto che è impossibile prenderla in giro per via del suo carattere; alla fine, proprio quando Turk accetta di non avere un rapporto sessuale con lei fino al matrimonio, lei cambia repentinamente idea, facendo felice Turk; Elliott alla fine cerca di superare l'imbarazzo riguardo al sesso; per tutta la puntata J.D. si rende conto che l'inserviente non sa più come offenderlo, quindi prende di mira Turk.

## Le mie regole
- Titolo originale: My Rule of Thumb
- Diretto da: Craig Zisk
- Scritto da: Janae Bakken

### Trama
J.D. riflette sulla routine ospedaliera, ovvero Kelso che tratta male il suo braccio destro, Turk che discute con Carla avendola vinta lei... Ma quando Cox arriva al lavoro felice, sembra che tutto intorno vada meglio, si crea un'aura di felicità generale; J.D. nei suoi sogni ad occhi aperti comincia ad essere ossessionato da questo nano che spunta fuori e lo prende a pugni nei testicoli, fino a quando si presenta per davvero in ospedale; Cox inizia a prendere di mira Turk cominciando ad apprezzare J.D., la ragione principale del conflitto è che Turk nega al signor Iverson, paziente cui Cox è affezionato, il trapianto di fegato (per il quale era in lista d'attesa da tre anni) in quanto quest'ultimo ha bevuto due bicchieri di champagne al matrimonio di sua figlia, cosa contraria alle regole. Cox, infuriato, continua a punzecchiare Turk affermando che ha negato il trapianto al suo amico solo per fargli un dispetto, ma quest'ultimo infine gli risponde che la sola ragione è il rispetto delle regole, in quanto il fegato non è di chi lo riceve ma del donatore, e che quindi è giusto che a riceverlo sia la persona più responsabile; alla fine della puntata dirà a Carla cosa pensa di Turk, ovvero che è un idiota ma poteva trovare di peggio, Carla apprezzerà questa affermazione; J.D. comincia a essere ossessionato dalla sua relazione con la ragazza, ha paura che la loro relazione diventi qualcosa di serio; Carla e Elliott provano ad assumere un gigolò per una paziente destinata a morire vergine, ma vengono arrestate. La paziente infine ha un rapporto sessuale con Ted, persona che lei aveva sempre stimato, cosa che rende felice entrambi.

## Il mio taglio netto
- Titolo originale: My Clean Break
- Diretto da: Chris Koch
- Scritto da: Angela Nissel

### Trama
Cox ha iniziato a vedersi con uno psicologo e riflette sul fatto che sta diventando più buono; J.D. continua a pensare a come lasciare la sua ragazza, un giorno glielo sta per dire al telefono ma chiude la comunicazione (almeno, crede di chiudere la comunicazione, infatti a fine puntata si scopre che l'ha lasciata aperta) per interessarsi subito ai problemi di Elliott, la quale teme che la prendano in giro per il suo look. A fine puntata si scopre che quello con cui stava parlando Cox non era uno psicologo, ma non era altri che suo figlio piccolo; a un certo punto la moglie di Cox viene a dire a J.D. che la sua ragazza l'ha lasciato, a quel punto J.D. improvvisamente si comporta come se gli dispiacesse, vuole sapere a tutti i costi perché lo ha lasciato... A fine puntata si scopre appunto che la comunicazione fu rimasta aperta mentre J.D. si interessava ai problemi di Elliott, al che la ragazza capisce che J.D. è ancora innamorato di Elliott, così lo lascia definitivamente... J.D. è contento ma finge di essere deluso.

## Il mio superdottore
- Titolo originale: My Catalist
- Diretto da: Michael Spiller
- Scritto da: Bill Lawrence

### Trama
Tutti al Sacro Cuore sono in ansia per l'arrivo del medico e chirurgo Kevin Casey (Michael J. Fox). L'uomo, pur avendo due specializzazioni (medicina e chirurgia), è affetto da disturbi ossessivo-compulsivi. Il dottor Cox affida a J.D. un caso complicato che il giovane non sa curare e per questo Cox lo incoraggia parlandogli del suo punto debole: le malattie dismetaboliche. Negli stessi istanti, il dottor Kelso cerca di far scappare uno stormo di uccelli che si è appollaiato sulla sua macchina. Appena questi si gira, Ted per dispetto butta sull'auto del mangime per uccelli e gli animali ritornano. J.D. sta pensando seriamente di non considerare più il dottor Cox come suo mentore e di sostituirlo con il dottor Casey. Il "superdottore" sembra infatti un uomo tenace che non si fa fermare dalla sua malattia. Il dottor Casey riesce a fare un'operazione chirurgica meglio di qualsiasi altro chirurgo dell'ospedale e anche Turk ne rimane affascinato. Il dottor Cox propone una sfida a Casey: gli specializzandi dovranno sottoporre loro dei quesiti medici e il primo che non saprà rispondere perderà. J.D. approfitta della situazione per fare al dottor Cox una domanda sulle malattie dismetaboliche al quale il medico non sa rispondere. Cox è seccato per aver perso credibilità di fronte agli specializzandi. Casey si lascia scappare una frase su chi segue sempre il dottor Cox come un cane e J.D. ne rimane offeso. Anche Turk è rimasto deluso nel vedere la bravura e rapidità dell'intervento del medico e nel capire di non essere il miglior chirurgo. J.D., Cox e Turk sono arrabbiati con Casey ma, quando lo vanno a trovare per dirglielo in faccia, vedono che la sua patologia gli sta imponendo di lavarsi continuamente le mani anche ore dopo un intervento. Questo fa sì che i tre capiscano che i loro problemi di inadeguatezza sono minimi se confrontati con i problemi del "superdottore", il quale invece fa di tutto per non scaricarli sugli altri.

## Il mio gabinetto sul tetto
- Titolo originale: My Porcelain God
- Diretto da: Adam Bernstein
- Scritto da: Tim Hobert, Eric Weinberg

J.D. e il dottor Kevin Casey (Michael J. Fox) di fianco al gabinetto sul tetto

### Trama
Kelso non riesce a capire da dove provengano gli strani rumori che si sentono continuamente all'interno della struttura ospedaliera. J.D. scopre che l'Inserviente ha costruito un gabinetto sul tetto ed è convinto che l'utilizzo del wc permetta di avere straordinarie rivelazioni. Così l'uomo fa promettere a J.D. di non farne parola con nessuno. Intanto Cox e Carla sono arrabbiati perché Kelso ha chiuso un reparto dell'ospedale per risparmiare. Quando Kelso chiede di trovare un posto letto per il suo giardiniere Ector, i due decidono di trasformare il suo ufficio in una stanza per i degenti. Turk intanto chiede a J.D. di fargli da testimone per il suo matrimonio. Casey nel frattempo cerca con tutte le forze di sedersi sul gabinetto ma non ci riesce a causa dei suoi disturbi ossessivo-compulsivi. Rientrando a casa, J.D. trova un messaggio sulla segreteria: il fratello di Turk conferma di poter partecipare al matrimonio e di poter fare da testimone allo sposo. Il ragazzo rimane quindi molto deluso. La mattina seguente J.D. non sa se chiedere a Turk delle spiegazioni; per chiarirsi le idee va a sedersi sul gabinetto sul tetto e lì capisce che deve parlare all'amico. L'Inserviente però non è felice perché ora tutto il Sacro Cuore conosce il suo gabinetto e tutti fanno la coda per sedercisi sopra. Elliot invece non riesce più a fare un'intubazione ad un paziente e cerca qualcuno che la possa aiutare. J.D. va a parlare con Turk e scopre che quest'ultimo aveva chiesto a suo fratello di fare da testimone solo perché sapeva che non sarebbe potuto venire. Kelso, sfinito dalla presenza di Ector nel suo ufficio, decide di riaprire l'ala dell'ospedale. Carla fa notare a Cox come Ector abbia un rapporto molto amichevole con Kelso e i due iniziano quindi a sospettare che il pessimo carattere del primario sia limitato solo all'ambiente lavorativo e non includa la vita privata. Quando Cox gli domanda se questa idea sia giusta, Kelso gli risponde che non sono affari suoi visto che la sua vita privata non lo riguarda. Tutti sono stati aiutati dal gabinetto, tranne Elliot. Questa va nello spogliatoio e trova un foglio di carta igienica con sopra scritto "Seguimi". Elliot lo segue per tutto l'ospedale fino ad arrivare al gabinetto sul tetto dove trova una foto di Casey che ha fatto diventare realtà il suo sogno di sedersi sul gabinetto, superando per una volta le sue ossessioni. Elliot decide a sua volta di sedersi e proprio in quegli istanti trova il coraggio che aveva perso. Va infatti da un paziente e riesce ad intubarlo. Purtroppo scopre anche che Casey è stato richiamato dal suo vecchio ospedale e che non lo rivedrà più.

## Il mio disastro
- Titolo originale: My Screwup
- Diretto da: Chris Koch
- Scritto da: Neil Goldman, Garrett Donovan

### Trama
Jack, il figlio di Cox, sta per compiere un anno e, per celebrare il suo primo compleanno, Jordan invita tutta la sua famiglia, compreso Ben, suo fratello malato di leucemia e migliore amico di Cox che negli ultimi due anni ha saltato i controlli sulla sua malattia. Turk intanto è arrabbiato con Carla perché quest'ultima non vuole prendere il suo cognome dopo il matrimonio. Elliot invece ha un problema al piede e vorrebbe sottoporsi ad un'operazione chirurgica. Carla per sbaglio dice a Turk di odiare il suo neo sotto il naso ed entrambi fanno un patto: se Turk si farà rimuovere il neo, Carla prenderà il cognome del marito. Turk comunque non vuole sottoporsi all'intervento ma alla fine cede alla volontà di Carla. Quest'ultima per tutto il tempo ha parlato a Kelso di questa situazione malgrado quest'ultimo ribadisse di non volerla ascoltare. In un inatteso momento di empatia e dolcezza, Kelso le fa capire che anche il più insopportabile difetto della persona che ama potrebbe mancarle terribilmente nel momento in cui venisse a mancare. Carla si rende conto di non volere che suo marito si faccia togliere il neo e poco dopo gli dà un bacio proprio su di esso, per fargli capire che non le dà più fastidio. Al suo posto si fa operare Elliot al piede. Nel frattempo il dottor Cox convince Ben a fare dei controlli, affidandolo a J.D. poiché lui deve andare a pagare la cauzione del clown ubriacone che aveva chiamato per la festa di suo figlio. J.D. si rifiuta inizialmente dicendo che ha troppi pazienti e che uno di loro lo preoccupa particolarmente per il suo cuore, e temendo che possa avere un infarto, vuole dedicargli maggiori attenzioni, ma Cox gli dice che ha visto la cartella e che non succederà nulla se si allontanerà per seguire Ben, così J.D. è costretto ad accettare. Quando Cox torna però J.D. si avvicina con viso triste, il dottor Cox lo prende in giro pensando che sia per qualche motivo stupido, ma J.D. gli dice che un paziente è morto appena lui è andato via (facendoci capire che parla del paziente con problemi di cuore). Il dottor Cox non lo accetta, sostiene che J.D. abbia sbagliato qualcosa e lo manda a casa prendendo in carico tutti i suoi pazienti. Ben nel mentre gli fa da “grillo parlante” e lo fa ragionare, facendogli capire che J.D. gli aveva detto che il paziente lo preoccupava ed aveva troppe cose da fare, così il dottor Cox va a scusarsi con J.D. ammettendo che non era stata colpa sua. È pomeriggio e sembra che Cox stia andando al compleanno del figlio, quando Ben gli chiede un ultimo favore, di perdonare se stesso e che non era nemmeno colpa sua per quello che era successo. Si perdona e chiede, per cambiare discorso, dove abbia lasciato la sua macchina fotografica (Ben va sempre in giro con una macchina fotografica), nel mentre J.D. che si avvicina lo sente e gli chiede a che serva la macchina fotografica, il dottor Cox dice per immortalare i vari momenti della festa, a quel punto J.D. gli chiede “Dove crede che siamo?”, Cox si gira e Ben non c’è più, capiamo così che non sono al compleanno del figlio ma in un cimitero, e che il paziente morto quando era andato via non era il signore con problemi di cuore, ma Ben e che per tutto questo tempo aveva solo immaginato di parlare con lui, come se fosse la sua coscienza che gli diceva di fare la cosa giusta visto che pur di non accettare la realtà stava facendo solo scelte sbagliate come prendersela con J.D., buttarsi troppo sul lavoro e, in fondo, di darsi tutta la colpa per non aver fatto abbastanza. La puntata finisce con tutto il Sacro Cuore presente al funerale, riuniti per commemorare Ben, mentre Jordan e J.D. consolano un Cox emotivamente distrutto e con le lacrime agli occhi.

## Il mio mentore tormentato
- Titolo originale: My Tormented Mentor
- Diretto da: Craig Zisk
- Scritto da: Gabrielle Allan

### Trama
Il dottor Cox non riesce a superare la morte di Ben, mentre Jordan sembra aver trovato il modo di accettare la situazione chiamando a casa sua due amiche che Cox odia profondamente. Kelso intanto, all'ospedale, ha deciso di far tenere a Carla un convegno contro le molestie sessuali. Ci dovrà andare solo chi riceverà più di 3 lamentele da qualcuno. Todd ne riceve 37 ed è il primo ad andare al convegno. Subito dopo arriva anche Kelso che ne ha ricevute 5. Così Carla, ogni pomeriggio, deve tenere lezioni a Kelso e Todd. J.D. intanto è andato dalle due amiche di Jordan per dir loro che se non se ne vanno Cox si sentirà sempre più male. Le due infatti se ne vanno, ma offese e Cox ben presto lo scopre. Il mattino dopo incontra J.D. e dopo avergli fatto capire di non dover intromettersi nella sua vita, scopre di aver ricevuto anche lui 4 lamentele per molestie da J.D. per aver usato con lui nomignoli femminili. Così è anch'esso costretto ad andare alle lezioni di Carla. In una di queste capisce però che le amiche di Jordan non erano lì per nulla, ma aiutavano proprio la loro amica a superare il dolore della morte del fratello. Cox va quindi dalla sua ex moglie per essere la sua spalla su cui piangere e consolarsi a vicenda per il lutto.

## La mia farfalla
- Titolo originale: My Butterfly
- Diretto da: Henry Chan
- Scritto da: Justin Spitzer

### Trama
L'episodio mostra la stessa giornata ma vissuta in due modi differenti, ovvero se una farfalla si fosse posata su una donna o su un uomo. In ognuno dei due casi ci saranno una serie di reazioni a catena che porterà i due esiti della giornata in modo opposto. Nel primo caso Turk cerca freneticamente la sua bandana portafortuna per operare un paziente, ma non riesce a trovarla. Elliot non trova il cagnolino di pezza perso da una sua paziente (una bambina di 10 anni) in ospedale. J.D. fa per un giorno da padrone a Cox e riesce a guarire una paziente. Nel secondo caso Turk riesce a trovare la sua bandana. Elliot, grazie a Carla e all'Inserviente, riesce a trovare il cagnolino di pezza perso e Cox rimane il responsabile di J.D. Alla fine della giornata tutto è cambiato, ma il paziente di J.D. muore in entrambi i casi. Alla fine J.D. capisce che non occorrono oggetti per credere in noi stessi, ma solo coraggio.

## Il mio non-tradimento
- Titolo originale: My Moment of Un-Truth
- Diretto da: Gail Mancuso
- Scritto da: Rich Eustis

### Trama
L'inserviente decide di convincere J.D. e Turk che per l'ospedale si aggiri suo fratello gemello baffuto e adotterà molti stratagemmi per continuare lo scherzo, malgrado J.D. e Turk non ci caschino neanche per un secondo. Elliott per tutta la puntata stipulerà una sfida con il dottor Cox, una sfida "della ragione", visto che c'è un paziente che, secondo il dottor Cox, si finge malato solo perché è un tossico che cerca la dose. Elliott infatti è convinta che stia davvero male e per tutta la puntata cercherà di dimostrare a Cox che ha ragione, ma alla fine scoprirà che il paziente era davvero un tossicodipendente a caccia di antidolorifici. Turk e Carla stanno affrontando il periodo pre-matrimonio e stanno iniziando a riflettere su quello che non potranno più fare da sposati: Turk non potrà mai più fissare il sedere di una bella ragazza e Carla non potrà mai più uscire con qualcuno che le piace. In ospedale si ripresenta una vecchia conoscenza di Carla, di cui lei era innamorata e la invita a cena. Carla accetta perché vuole dimostrare a se stessa di aver superato quel sentimento e J.D., preoccupato per Turk, non sa se dirglielo o no, perciò cerca di cambiare discorso ogni volta che incontra l'amico. Carla all'appuntamento non prova nessuna emozione e rinnova la convinzione di amare solo Turk, concedendogli infine di guardare il sedere di una bella ragazza senza ingelosirsi.

## La sua storia II
- Titolo originale: His Story II
- Diretto da: Jason Ensler
- Scritto da: Mark Stegemann

### Trama
In ospedale arriva il nuovo primario di chirurgia, una donna sexy che fa impazzire tutti, che cercano di impressionarla. Turk, per fare colpo su di lei, si distrae e accidentalmente buca un'arteria di un paziente, poco dopo si scoprirà che la carriera da pianista del paziente è rovinata per sempre per colpa di Turk, visto che l'arteria coinvolgeva il braccio destro, inizialmente Turk non glielo dirà ma a fine puntata, spronato da Carla, confesserà tutto. Turk nel frattempo deve spedire gli inviti al matrimonio, inizialmente non lo fa e per tutta la giornata avrà costantemente la voce pensiero e i sogni ad occhi aperti come J.D., ma dopo aver confessato al giovane il suo errore spedisce gli inviti. J.D. sostituisce Elliott per fare il pagliaccio con i bambini di un reparto, poco dopo si unirà anche l'inserviente, la cosa non gli farà piacere. Elliott nel frattempo ha problemi con Sean per la solita storia d'amore a distanza. La paziente della giovane è una donna molto avvenente e sposata con un uomo decisamente poco affascinante e goffo, così Elliot le domanda come mai abbia scelto un uomo del genere. Quest'ultima rivela che suo marito, malgrado sia brutto e un po' imbranato, sia sempre stato lì nel momento del bisogno e che questa è la cosa più importante in una storia d'amore. Così a fine puntata Elliott farà l'amore con J.D. perché ha capito che lui è sempre presente per lei. Sean si presenta poco dopo a casa loro ed Elliot, come se niente fosse, torna da lui, ferendo molto J.D.
Il narratore di questa puntata è Turk.

## La mia scelta delle scelte
- Titolo originale: My Choosiest Choice of All
- Diretto da: Adam Bernstein
- Scritto da: Mike Schwartz

### Trama
J.D. è molto ferito per il fatto che Elliot si sia rimessa con Sean un attimo dopo aver fatto l'amore con lui come nulla fosse. Carla e Turk nel frattempo sono sempre più innamorati e iniziano a fare tutto insieme, iniziando a consigliare J.D. sul da farsi. L'inserviente ha dei problemi con la porta di servizio visto che ogni mattina trova l'allarme staccato, questa cosa lo spinge a chiedere di farsi cambiare lavoro come guardia della sicurezza e Kelso glielo concede, così attua uno stratagemma per scoprire che esce dal retro ogni sera facendo scattare l'allarme. Il responsabile è proprio Kelso, che lo fa per arrivare prima a casa e gli dice che se proverà ad impedirglielo gli toglierà il posto. L'inserviente, però, la volta seguente glielo impedirà "placcandolo". J.D. la stessa mattina incontra la sua ex Danni e, per vendicarsi di Elliott, si rimetterà con lei. Danni, però, rivela che la prima volta che stavano insieme si fingeva buona per piacergli, ma che in realtà è una ragazza molto scapestrata e disinibita, cosa che spinge J.D. a non sopportarla. In realtà Danni pensa la stessa cosa di lui e comprendono che preferiscono stare con una persona che li odi anziché stare da soli. Sean chiede a J.D. se tra lui ed Elliot sia successo qualcosa in sua assenza e J.D. nega, venendo ringraziato da Elliot.

## Il mio difetto
- Titolo originale: My Fault
- Diretto da: Richard A. Wells
- Scritto da: Debra Fordham

### Trama
J.D. e Danni si lasciano senza alcun rimpianto. J.D. continua a soffrire perché è innamorato di Elliot e decide di parlarne proprio con Danni perché, malgrado non si sopportino, lei è sempre stata in grado di capirlo. La ragazza gli dice che lui vuole sempre e solo ciò che non può avere e che Elliot non fa eccezione. Carla inizia a essere preoccupatissima perché il giorno del matrimonio si avvicina e Turk le consiglia di eliminare qualche invitato ma ciò gli si rivolterà contro. Sean e Elliot decidono di andare a vivere insieme, ma quando J.D. le rivela i suoi sentimenti lei decide di lasciare il ragazzo per stare con l'amico. J.D. però capisce che Danni aveva ragione.

## Il mio esame di coscienza
- Titolo originale: My Self-Examination
- Diretto da: Randall Winston
- Scritto da: Janae Bakken

### Trama
J.D. pensa di non amare davvero Elliot e chiede consiglio a Danni. Manca un solo giorno al matrimonio e Marco, il fratello di Carla, arriva in città. Turk e il futuro cognato non hanno un buon rapporto, ma nonostante ciò Marco si offre di scrivergli le promesse di matrimonio come vorrebbe Carla. Jordan decide di non litigare più con Cox per non influenzare negativamente il figlio Jack, ma il dottore sopporta la situazione e cerca di scaricare la sua irritabilità su altri. J.D. si rende conto che Elliot è perfetta per lui, ma che nonostante ciò non la ama e questo lo fa impazzire. Cox, dopo molte provocazioni, spinge Jordan a tornare a litigare perché le liti sono comunque un aspetto passionale del loro rapporto, ma stabiliscono entrambi di evitarle in presenza del loro bambino. Alla cena della vigilia delle nozze, Turk legge a Carla la promessa di matrimonio, ma tutti capiscono che è stata copiata da Harry, ti presento Sally..., il film preferito di Marco. Carla si arrabbia con Turk che, parlando con J.D., trova le parole giuste per esprimere il suo amore per la moglie e così parla a Carla con il cuore, rendendola felice. Subito dopo J.D. dice ad Elliot che non la ama e quest'ultima, dopo un primo momento di sbigottimento, lo colpisce buttandolo a terra per la rabbia.

## Il matrimonio del mio migliore amico
- Titolo originale: My Best Friend's Wedding
- Diretto da: Bill Lawrence
- Scritto da: Tim Hobert, Eric Weinberg

### Trama
Il giorno del matrimonio di Turk e Carla è finalmente arrivato, ma molte sono le cose che sembrano destinate ad andare male. Elliot è furiosa con J.D.per averle spezzato il cuore, ormai gli rivolge la parola solo per insultarlo. Turk decide di lavorare la mattina e di presentarsi alla cerimonia appena in tempo in modo da accumulare due giorni in più per la luna di miele, ma durante l'intervento sorgono delle complicazioni (non gravi) che lo obbligano a tardare e, una volta arrivato, si accorge di aver sbagliato chiesa e la cerimonia va a monte. Carla è furibonda, ma alla fine lo perdonerà e riusciranno a sposarsi grazie a un prete ricoverato al Sacro Cuore. Nel frattempo J.D., nella speranza di convincere Elliot a tornare amici, va da Sean, trovandolo disperato dal dolore, e lo convince a presentarsi dalla sua ex al matrimonio. J.D. è convinto così di aver risolto il problema, ma Elliot gli dice che non ha intenzione di rimettersi con Sean, perché se lo avesse davvero amato non lo avrebbe lasciato per lui. Sean riesce comunque a consolarsi con una botta e via con Danni, mentre Elliot dice a J.D. che non può fare niente per farsi perdonare.